# Люин, Шарль-Оноре д’Альбер
Шарль-Оноре д’Альбер де Люин (фр. Charles-Honoré d'Albert de Luynes; 6 октября 1646, Париж — 5 ноября 1712, там же) — 3-й герцог де Люин, пэр Франции.

## Биография
Сын Луи-Шарля д’Альбера, герцога де Люина, и Луизы-Мари Сегье, маркизы д'О.
Герцог де Шеврёз и де Шон, граф де Монфор и де Тур.
Воспитывался в строгом благочестии под руководством янсенистских отцов из Пор-Рояля. По окончании обучения совершил поездку по основным европейским странам под руководством месье де Монкони. Будучи в Италии, узнал о посылке Людовиком XIV крупного отряда на помощь императору для войны с турками, и проделал свою первую кампанию в 1664 году в Венгрии, приняв участие в битве при Сент-Готарде.
В 1667 году женился на дочери министра Кольбера; по этому случаю получил титул герцога де Шеврёза и был назначен полковником Овернского пехотного полка.
В ходе Деволюционной войны в 1667 году командовал Овернским полком при осадах Турне, Дуэ и Ауденарде, был ранен при осаде Лилля, в кампанию следующего года в составе армии короля воевал во Франш-Конте и участвовал в первой осаде Доля.
7 аагуста 1670 был назначен лейтенантом роты двухсот шеволежеров штатной королевской гвардии.
Во время Голландской войны в 1672 году был капитан-лейтенантом гвардейских шеволежеров, участвовал в осадах Орсуа, Девентера, Маастрихта, Безансона, Доля, Конде, Валансьена, Камбре, Гента и Ипра; в войну Аугсбургской лиги в 1691—1692 годах в осадах Монса и Намюра.
31 декабря 1688 принес присягу в парламенте в качестве пэра, после того, как отец 14 декабря отказался в его пользу от титула герцога де Люина.
2 декабря 1688 был пожалован в рыцари орденов короля; цепь ордена Святого Духа получил 1 января 1689.
В 1695 году был назначен наследником должности губернатора Гиени, принадлежавшей его кузену герцогу де Шону, и занял этот пост после его смерти 27 марта 1698.
Из-за слабого здоровья отказался от продолжения военной службы и в 1702 году передал должность капитан-лейтенанта своему сыну, посвятив себя изучению религии и политики. Первоначально разделял взгляды своих учителей-янсенистов, но затем перешел на сторону идей аббата Фенелона и мадам Гюйон. Тесно связанный с последней, герцог де Шеврёз всеми силами защищал ее от преследований по делу о квиетизме, при этом рискуя потерять свое положение при дворе.
Шарль-Оноре был самым преданным другом Фенелона, и когда тот впал в немилость, поддерживал с ним переписку, сколь оживленную, столь и секретную, о церковных и государственных делах. Иногда они встречались в Шоне, принадлежавшем герцогу. В одно из таких свиданий, в 1711 году князь-епископ Камбре и герцог составили так называемые Шонские скрижали — программу управления страной, которую они надеялись реализовать после воцарения герцога Бургундского, и включавшую в себя ограничение власти монарха в пользу аристократии и Генеральных штатов.
Герцог с супругой вошли в состав «небольшой группы верных» вместе с герцогом и герцогиней де Бовилье, дочерью Фуке Марией, которую религиозность сблизила с дочерями Кольбера, еще несколькими не столь значительными персонами, герцогом де Бетюном, которого терпели в этом обществе ради его жены, и герцога де Сен-Симона, который, не будучи адептом, но находясь с ними со всеми в дружеских отношениях, служил поставщиком новостей и демонстратором тайных механизмов придворной жизни. Их собрания происходили либо в Дампьере у Люина, либо в Вокрессоне у Бовилье.
По утверждению Сен-Симона, герцог де Шеврёз благодаря близости к королю был своеобразным «государственным министром инкогнито», консультировавшим правительство в различных сложных вопросах.

## Семья
Жена (3.02.1667): Жанна-Мари-Тереза Кольбер (1650—26.06.1732), старшая дочь Жана-Батиста Кольбера, маркиза де Сеньеле, и Мари Шаррон де Менар
Дети:
- Шарль-Жан-Батист (17.10.1667—3.08.1672), граф де Монфор
- Мари-Тереза (1668—1670)
- Оноре-Шарль, герцог де Монфор (6.12.1669—13.09.1704). Жена (18.02.1694): Мари-Анн-Жанна де Курсийон (ум. 28.06.1718), дочь Филиппа де Курсийона, маркиза де Данжо, и Франсуазы Морен
- Мари-Анн (1671—17.09.1694). Муж (28.08.1686): Шарль-Франсуа-Фредерик де Монморанси (1662—1726), герцог де Люксембург, маршал Франции
- N, маркиз д'Альбер, и Поль, графы де Шатофор, ум. детьми
- Мари-Тереза (11.02.1673—5.02.1743). Муж 1) (2.04.1693): Михал Адальберт Морштын (ум. 1695), граф Морштын и де Шатовиллен, сын Яна Анджея Морштына, полковник полка Эно, убит при осаде Намюра; 2) (6.08.1698): Рене-Исмидон де Беранже (1672—1730), граф де Сассенаж
- Мари-Франсуаза (15.04.1678—3.11.1734). Муж (26.01.1698): Шарль-Эжен де Леви (1669—1734), граф де Шарлюс, герцог де Леви
- Луи-Огюст (22.12.1678—9.11.1744), герцог де Шон, маршал Франции. Жена (21.07.1704): Мари-Анн-Ромен де Бомануар (11.09.1688), дочь Анри-Шарля де Бомануара, маркиза де Лавардена, и Луизы-Анн де Ноай
- Луи-Никола (9.04.1679—9.07.1701), граф де Шатофор, называемый шевалье д'Альбером. Полковник драгунского полка, убит в битве при Карпи

## Комментарии
1. ↑  Бывшее герцогство Шеврёз, к территории которого в 1664 году присоединили земли Шевриньи и Эгресуан, было передано Марией де Роган, вдовой герцога Клода де Шеврёза своему сыну от первого брака Луи-Шарлю д'Альберу. В декабре 1667 жалованной грамотой Людовика XIV эти земли были снова возведены в ранг герцогства в пользу Шарля-Оноре и его мужского потомства. Пожалование было зарегистрировано парламентом 16 марта 1668. В декабре 1675 к герцогству были присоединены шателении Шатофор, Маньи, Лессар и сеньория Туссю. В январе 1692 по контракту, подписанному с королем в Версале, Шарль-Оноре обменял герцогство Шеврёз на графство Монфор-л'Амори. Слелка была зарегистрирована 28 января, титул герцога де Шеврёз был перенесен на графство Монфор, а баронию Шеврёз король передал обществу дам Святого Людовика, организованному в Сен-Сире под Версалем (Père Anselme. T. V, p. 677)